# Herr Bello
Herr Bello ist eine Kinderbuch-Reihe von Paul Maar. Die Hauptfigur der Bücher, Bello, ist ein Hund und wird durch einen blauen Wunderdünger zu einem Menschen, Herrn Bello. Erzählt wird die Geschichte zum Teil von dem Ich-Erzähler Max Sternheim, einem Apothekersohn.

## Herr Bello und das blaue Wunder
Max wünscht sich einen Hund und ist überglücklich, dass er einen herumstreunenden Hund bei sich aufnehmen kann. Doch Bello verwandelt sich, als er ein blaues Wunderdüngemittel vom Fußboden aufleckt, in einen Menschen, der sich allerdings seine Hundegewohnheiten nie ganz abgewöhnen lässt. Zur gleichen Zeit verwandeln sich die Hühner und das Kaninchen von Herrn Sternheims Freund Edgar ebenfalls in Menschen, da sie Futter gefressen haben, das mit dem Wundermittel gedüngt worden war.
Herr Bello wird von der Polizei aufgegriffen und es fällt Herrn Sternheim schwer, den Polizisten zu erklären, wer diese seltsame Person ist, die bei ihm wohnt. So erfindet er die Notlüge, dass Herr Bello ein entfernter Verwandter der Familie aus Südtirol sei, der vorübergehend bei ihnen wohne. Nach zwei Wochen verfliegt die Wirkung des blauen Safts wieder und Herr Bello wird wieder zum Hund Bello, versteht aber weiterhin die menschliche Sprache. Kritisch wird die Sache als eine Dame vom Jugendamt erscheint, die damit droht, Herrn Sternheim das Sorgerechte für Max zu entziehen. Doch sie ist beeindruckt davon wie gut Max seinen Hund erzogen hat und macht keine weiteren Schwierigkeiten.

Allerdings ist Herr Sternheim gegenüber Frau Lichtblau in einer großen Zwangslage, da sie nicht wusste, dass es Bello war, der vor seiner Rückverwandlung ein Rendezvous mit ihr vereinbarte. Sie kann das nicht glauben, denn sie kann sich nicht vorstellen, dass sich ein Hund in einen Menschen verwandeln könne und hält ihn deshalb für einen Lügner:

„Entweder Sie sind verrückt oder Sie machen sich auf eine fiese, gemeine Weise über mich lustig. Ich gehe. Und ich will Sie nie mehr sehen!“

So bleibt nichts Anderes übrig als Bello vor ihren Augen wieder in einen Menschen zu verwandeln. Bello lässt sich allerdings von Max nur zu diesem Schritt überreden, wenn seine Collie-Freundin Adrienne ebenfalls von dem Mittel bekommt. Und so geschieht es, auch wenn Adriennes Herrchen verzweifelt nach seiner Hündin sucht. Als Mensch zieht Herr Bello mit Adrienne in die Wohnung, die dadurch frei wird, dass Frau Lichtblau nun bei den Sternheims einzieht.

## Neues von Herrn Bello
Die ehemalige Collie-Hündin erweist sich als äußerst zickige Menschenfrau und macht allen Beteiligten das Leben schwer. Max ist dadurch eigentlich einsamer als zuvor: Herr Bello kann ihn nur besuchen, wenn Adrienne schläft und sein Vater ist ständig mit seiner neuen Freundin beschäftigt.
Herr Bello fürchtet sich davor, wieder ein Hund zu werden und ist deshalb entsetzt als Adrienne das blaue Wundermittel in den Ausguss schüttet. Adrienne wird wieder eine Hündin und freut sich darüber, dass sie wieder zu ihren Herrchen kann. Um Herrn Bellos Rückverwandlung zu verhindern machen sich Max und Herr Bello auf eine intensive Suche nach Unterlagen über den blauen Saft.
Sie stöbern einen Großonkel Astor auf, der wegen früherer Gesetzesverstöße unter dem falschen Namen Gaston Proverville in der Stadt wohnt. Von ihm erhalten sie zwar nicht das Rezept, aber doch Informationen über einen Melchior Lichtblau, der das Wundermittel erfunden hatte. Seine Spur führt nach Marburg und da Herr Sternheim nicht sofort dorthin fahren will, machen sich Max und Herr Bello heimlich auf den Weg dorthin. Das Geld für die Zugfahrt entwendet Max aus der Ladenkasse. Er findet dort tatsächlich Herrn Lichtblau, der sich allerdings zu einem schrulligen Forscher entwickelt hat und das Rezept nicht mehr weiß.
So kommt es, dass – nach mehreren Experimenten – Herr Bello zwar wieder ein Hund wird, aber die Menschensprache behält, was er allerdings geheim halten soll.

## Hauptfiguren
Max Sternheim: zwölfjähriger Sohn von Sternheim
Hund Bello: Hund von Max
(Pippin) Sternheim: Apotheker mit künstlerischen Neigungen, Max Sternheims Vater
Edgar (Schregglich): Bauer mit mathematischen Neigungen, Herrn Sternheims Freund
Verena Lichtblau: Augenoptikerin, Pippin Sternheims Freundin
Adrienne von Eschenheim: Herrn Bellos Freundin
Melchior Lichtblau: verschrobener Wissenschaftler
Frau Lissenkow: Putzfrau bei den Sternheims

## Pressestimmen
„[…] Paul Maar hat wiederum eine Figur erfunden, die genau so weit im Alltag steht, dass Kinder jede Situation nachvollziehen können, und die so wenig da hineinpasst, dass Situationskomik entsteht.“

:

„Mindestens so komisch wie die Geschichten um das Sams […]“

:

„[…] ein Volltreffer für Leser von acht bis 80 Jahre und ganz dringend für eine Verfilmung zu empfehlen“

:

„Nie ist Paul Maar besser, als wenn er sich in die Büsche einer kleinen Literatur schlägt, dahin, wo die Kinder spielen und die Hunde toben.“

:

„Zu allem erzählerischen Fantasiereichtum ist die Geschichte von Herrn Bello auch noch eine Liebesgeschichte. Witzig und spannend bis zum Schluss.“

## Verfilmung/Bühnenstück
Die Geschichte um Herrn Bello wurde im Jahr 2006 von Ulrich Limmer mit Ben Verbong als Regisseur verfilmt und kam im Mai 2007 in die Kinos. Drehorte waren Wasserburg, Regensburg, der Ammersee und München. Die Musik schrieb Konstantin Wecker.
2009 wurde „Herr Bello und das blaue Wunder“ an der Württembergischen Landesbühne Esslingen unter der Regie von Tilo Esche in Zusammenarbeit mit Paul Maar als Theaterfassung inszeniert, 2012 folgte „Neues von Herrn Bello“. Die WLB führt das Stück auch im Rahmen ihres Wandertheaters im süddeutschen Raum auf.

## Veröffentlichungen
- Paul Maar: Herr Bello und das blaue Wunder. Hamburg: Friedrich Oetinger-Verlag, 2005, ISBN 978-3-7891-4251-2
- Paul Maar: Neues von Herrn Bello. Friedrich Oetinger Verlag, Hamburg 2006, ISBN 978-3-7891-4256-7
- Paul Maar: Wiedersehen mit Herrn Bello. Friedrich Oetinger Verlag, Hamburg 2008, ISBN 978-3-7891-4279-6